# Jasmine Moore
Jasmine Moore (født 2001) er en atlet fra USA, der konkurrerer i trespring.
I 2021 repræsenterede hun USA i trespring under sommer-OL 2020 i Tokyo, hvor hun blev elimineret i kvalifikationen efter at have sprunget 13,76 m. 
Hun repræsenterede USA ved sommer-OL 2024 i Paris, hvor hun vandt bronzemedaljen i trespring samt i længdespring.